# Liste von Notensatzprogrammen
Tabellarischer Vergleich von Notensatzprogrammen.

## WYSIWYG-Notensatzprogramme

### Kostenpflichtige
Im Folgenden sind kostenpflichtige Notensatzprogramme mit WYSIWYG-Benutzeroberfläche aufgeführt. Besonderheiten, Alleinstellungsmerkmale oder Einsatzgebiete können der vorletzten Spalte entnommen werden. In der letzten Spalte stehen Musikverlage, die das jeweilige Programm zur Veröffentlichung von Partituren verwenden bzw. verwendet haben.
| Programm (Vollversion)    | Abgespeckte Varianten                             | Firma / Autoren                | Windows | Mac      | Linux    | iPad / iPhone | Android    | Besonderheiten / Anmerkungen | In Benutzung bei folgenden Verlagen |
| ------------------------- | ------------------------------------------------- | ------------------------------ | ------- | -------- | -------- | ------------- | ---------- | --- | --- |
| capella                   | capella start, capella Reader                     | capella-software               | ja      | ja       | Mit Wine | Nur Reader    | Nur Reader | Linux über Emulator bzw. WINE mögliche. Siehe: Umfangreiche Erweiterungen und Automatisierungen durch eigene und frei verfügbare Python Skripte möglich. z. B.: Noten und Tabulaturen, für steirische Harmonika, Schwyzerörgeli und Morino Clubmodell, Gitarre uvm. Siehe: | |
| Dorico Pro                | Dorico Elements, Dorico SE                        | Steinberg                      | ja      | ja       | nein     | ja            | nein       | Auch Version für iPad, läuft nur auf iPadOS und nicht auf iOS. Wird von ehemaligen Sibelius-Entwicklern programmiert. | B-Note Musikverlag, Kistner & Siegel |
| Encore                    | MusicTime Deluxe                                  | Passport Music Software        | ja      | ja       | nein     | nein          | nein       | | |
| Finale                    | PrintMusic, SongWriter, SongBook (iPad-App)       | MakeMusic, Vertrieb: Klemm     | ja      | ja       | nein     | Nur SongBook  | nein       | Entwickler MakeMusic Inc. hat die Weiterentwicklung und den Vertrieb von Finale im Jahr 2024 beendet. Finale v27 ist damit die letzte Finale Version. | Berliner Chormusik-Verlag, Carus-Verlag, Warner Bros., G. Henle Verlag, Verlag Dohr u. a.                                                                              |
| Forte (Premium)           | Forte Home, Forte Basic                           | Lugert Verlag                  | ja      | nein     | nein     | nein          | nein       | Entwicklung 2019 eingestellt | |
| Guitar Pro                | mySongBook                                        | Arobas Music                   | ja      | ja       | nein     | ja            | ja         | Noten in Tabulatur- und Standardnotation, auch als App für Android, iPad und iPhone | |
| Harmony Assistant         | Melody Assistant                                  | Myriad                         | ja      | ja       | ja       | nein          | nein       | Bemerkenswert, Einmallizenz auf Lebenszeit für alle Updates | |
| MagicScore (Maestro)      | Classic, School, Note, Music Notation for MS Word | DG Software                    | ja      | nein     | nein     | nein          | nein       | | |
| Mozart                    | Mozart Viewer                                     | David Webber                   | ja      | nein     | nein     | nein          | nein       | | |
| Music MasterWorks         |                                                   | Aspire Software LLC            | ja      | nein     | nein     | nein          | nein       | Kann auch monophones Audio, das über Mikro eingespielt wird, in Noten konvertieren. | |
| Music Publisher           |                                                   | Lauriso Software               | ja      | nein     | nein     | nein          | nein       | Ehemals entwickelt und vertrieben durch Braeburn Software. Autor und Programmierer ist Bernard Hill (Im Ruhestand seit Januar 2014). | |
| Notation Composer         | Notation Musician                                 | Notation Software Germany GmbH | ja      | Mit Wine | Mit Wine | nein          | nein       | Auf dem Markt seit 1994. | |
| Noteworthy Composer (NWC) |                                                   | NoteWorthy Software Inc.       | ja      | nein     | nein     | nein          | nein       | Erlaubt Erweiterungen oder Automatisierung durch User-Skripte. | |
| Notion                    | Progression (für Gitarre)                         | Notion Music                   | ja      | ja       | nein     | ja            | nein       | Umfassende Sound-Bibliothek (10 GB) vom London Symphony Orchestra, Notationsprogramm für iPad, mit Dropbox-Verbindung, files (*.notion) save as: pdf, music-xml, midi über e-mail, print score, export wav, aac /, Stärken in der Musikproduktion und -wiedergabe          | |
| Octava (Professional)     | SD36, SD25, SD10, SD4                             | Obtiv                          | ja      | nein     | nein     | nein          | nein       | Funktionale Unterstützung für Arrangeure und Komponisten möglich (Octava Tonsatz) | |
| Overture                  | Score Writer                                      | Sonic Scores                   | ja      | ja       | nein     | nein          | nein       | | |
| Pizzicato (Professional)  | Composition, Notation, Beginner u. a.             | Arpege Music                   | ja      | ja       | nein     | nein          | nein       | | |
| Play Music                |                                                   | Notation Technologies          | ja      | nein     | nein     | nein          | nein       | | |
| PriMus (Publisher)        | Professional, Standard, Basic, Reader             | Columbus Soft                  | ja      | ja       | Mit Wine | nein          | nein       | Notensatz und Gitarrentabulatur. Mehrere Musikstücke pro Dokument möglich. Optional auch eigene Markup-Sprache (EMIL). | Augemus Musikverlag, Schott-Verlag |
| QuickScore Elite          | Copyist                                           | Sion Software                  | ja      | nein     | nein     | nein          | nein       | | |
| Reflow                    |                                                   | Gargant Studios                | nein    | ja       | nein     | ja            | nein       | Nur für Mac, auch als iPad- und iPhone-App | |
| Score                     |                                                   | Leland Smith                   | ja      | Emulator | Emulator | nein          | nein       | Erfordert Erlernen einer Eingabesprache. Ehemals marktführendes MS-DOS-Programm. Besitzer einer MS-DOS-Version können seit 1. Januar 2009 auf Beta-Version für Windows upgraden.                                                                                           | Bärenreiter, Boosey & Hawkes, Breitkopf & Härtel, Edition Peters, Schott, Universal Edition u. a.                                                                      |
| ScoreCloud                | Studio, Express, Web                              | DoReMIR Music Research         | ja      | ja       | nein     | nein          | nein       | Ehemals ScoreCleaner. Spezialisiert auf Wandlung von Audio und MIDI in Noten mithilfe neuronaler Netzwerke | |
| Sibelius (Professional)   | First, Scorch (Browser-Addon, iPad-App)           | Avid, Vertrieb: M3C            | ja      | ja       | nein     | ja            | nein       | | Hal Leonard, Amadeus Verlag, Edition Peters, Bärenreiter, Boosey & Hawkes, Ricordi, Breitkopf & Härtel, Oxford University Press, Faber Music, B-Note Musikverlag u. a. |
| Toccata (Professional)    | Standard                                          | Rubisoft Software GmbH         | ja      | nein     | nein     | nein          | nein       | Noten und Tabulaturen, auch für steirische Harmonika, Schwyzerörgeli und Morino Clubmodell | |

### Kostenlose
Die folgende Tabelle listet Open-Source-Projekte und Freeware aus dem Bereich Notensatz, die eine WYSIWYG-Benutzeroberfläche haben.
| Programm       | Firma / Autoren                                        | Lizenz     | Windows | Mac  | Linux | WYSIWYG-Editor | Besonderheiten / Anmerkungen                                                                                  |
| -------------- | ------------------------------------------------------ | ---------- | ------- | ---- | ----- | -------------- | --- |
| Canorus        | Reinhard Katzmann, Matevž Jekovec, Georg Rudolph u. a. | GPL        | ja      | ja   | ja    | ja             | Nachfolger von NoteEdit                                                                                       |
| Crescendo      | NCH Software                                           | Proprietär | ja      | nein | nein  | ja             | |
| Denemo         | Jeremiah Benham, Richard Shann                         | GPL        | ja      | ja   | ja    | WYSIWYM        | Basiert vollständig auf LilyPond für den Notensatz, ist aber aus Bedienungsgründen selbst nicht WYSIWYG.      |
| Finale Notepad | MakeMusic, Vertrieb: Klemm                             | Proprietär | ja      | ja   | nein  | ja             | 32-Bit-Anwendung, läuft nicht mehr auf macOS Catalina. Mit manueller Anpassung lauffähig unter Linux mit Wine |
| Forte Free     | Lugert Verlag                                          | Proprietär | ja      | nein | nein  | ja             | |
| Frescobaldi    | Wilbert Berendsen                                      | GPL v2.0   | ja      | ja   | ja    | WYSIWYAF       | Einfaches Frontend für LilyPond ohne MIDI-Unterstützung                                                       |
| Grégoire       | Eric Lejosne                                           | Proprietär | ja      | nein | nein  | teils          | Für die Notation Gregorianischen Gesangs in Quadratnotation                                                   |
| Laborejo       | Nils Gey                                               | GPL v3     | nein    | nein | ja    | WYSIWYM        | LilyPond Frontend mit Fokus auf Playback und MIDI                                                             |
| MuseScore      | Werner Schweer                                         | GPL v2     | ja      | ja   | ja    | ja             | Mit direktem PDF-, SVG- und Audio-Export                                                                      |
| NtEd           | Jörg Anders                                            | GPL        | nein    | nein | ja    | ja             | Nachfolgeprojekt des ursprünglichen NoteEdit-Autors. Mit direktem PDF-, SVG- und PostScript-Export.           |
| PriMus Free    | Columbus Soft                                          | Proprietär | ja      | nein | nein  | ja             | |
| TuxGuitar      | Julian Gabriel Casadesus u. a.                         | LGPL       | ja      | ja   | ja    | ja             | Java-Programm für Noten in Tabulatur- und Standardnotation                                                    |

## Webbasierte Notensatzprogramme
Die folgenden Notensatzprogramme erfordern keine Installation. Sie sind direkt aus einem Webbrowser aufrufbar und funktionieren per Cloud Computing. Die Grundfunktionen sind meist kostenlos nutzbar, wobei erweiterte Notenfunktionen und ein größerer Onlinespeicher an ein Abonnement gebunden sind. Daher bezeichnet man diese Art der Lizenzierung als Software as a Service (SaaS, deutsch: „Software als Dienstleistung“).
| Programm   | Firma / Autoren                  | Lizenz            | Besonderheiten / Anmerkungen                                                                                     |
| ---------- | -------------------------------- | ----------------- | --- |
| Capprizio  | Krzysztof Mroczek                | Proprietär (SaaS) | Java-Applet |
| Noteflight | Noteflight LLC                   | Proprietär (SaaS) | Bis Version 2.0 Flash-Applikation. Noteflight 3.0 nutzt HTML5 (Januar 2013 als Preview erschienen)               |
| scorio     | fun communications               | Proprietär (SaaS) | Basiert auf HTML5. Verfügbar für PC und iPad. Notensatz serverseitig per LilyPond. Benötigt teilweise Quicktime. |
| SoundSlice | Soundslice LLC / Adrian Holovaty | Proprietär (SaaS) | Basiert auf HTML5.                                                                                               |

## Markup-Notensatzprogramme
Die folgenden Notensatzprogramme bedürfen des Erlernens einer Musik-Auszeichnungssprache.
| Programm                        | Firma / Autoren                             | Lizenz      | Windows | Mac  | Linux | Erwerb          | Besonderheiten / Anmerkungen | In Benutzung bei folgenden Verlagen            |
| ------------------------------- | ------------------------------------------- | ----------- | ------- | ---- | ----- | --------------- | --- | ---------------------------------------------- |
| ABC                             | Chris Walshaw                               | GPL         | ja      | ja   | ja    | Frei            | Nichtkommerzieller, offener Standard zur Notation von Musik in ASCII-Code                                                                    |                                                |
| Amadeus                         | Wolfgang Hamann, Vertrieb: Kurt Maas        | Proprietär  | nein    | nein | ja    | Kostenpflichtig | Eines der ersten Programme, die im Verlagsumfeld Einsatz fanden                                                                              | Henle, Breitkopf, Strube, Trio Musik Ed. u. a. |
| Gregorio                        | Élie Roux, Olivier Berten                   | GPL         | ja      | ja   | ja    | Frei            | Eigene GABC-Syntax für den Satz von Gregorianischem Choral in Quadratnotation, grafische Ausgabe über ein zugehöriges LaTeX-Paket            | Illuminare Publications                        |
| GUIDOLib                        | SALIERI group                               | LGPL        | ja      | ja   | ja    | Frei            | Bibliothek zum Einbinden in eigene Software mit funktionsfähigem Anzeige- und Druckprogramm, textbasiertes Format                            |                                                |
| LilyPond                        | Han-Wen Nienhuys, Jan Nieuwenhuizen         | GPL         | ja      | ja   | ja    | Frei            | Ohne grafische Benutzeroberfläche (Kommandozeilenprogramm)                                                                                   |                                                |
| MC Musiceditor                  | Reinier Maliepaard                          | Proprietär  | ja      | nein | nein  | Frei            | Eingabe per Auszeichnungssprache |                                                |
| Mup (Music Publication Program) | Arkkra Enterprises                          | Open Source | ja      | ja   | ja    | Frei            | 1992 erschienen, Open Source seit 2012 |                                                |
| MusE                            | A-R Editions                                | Proprietär  | nein    | ?    | ?     | Kostenpflichtig | Läuft auf Sun Microsystems UNIX-Betriebssystemen                                                                                             |                                                |
| MusiXTeX                        | Daniel Taupin, Ross Mitchell, Andreas Egler | GPL         | ja      | ja   | ja    | Frei            | Ohne grafische Benutzeroberfläche (Kommandozeilenprogramm)                                                                                   |                                                |
| OpusTeX                         | Andreas Egler                               | Proprietär  | ja      | ja   | ja    | Frei            | TeX-Paket zum Setzen von Gregorianischen Chorälen, Entwicklung von einem der MusiXTeX-Autoren, laut Doku im Beta-Stadium, aber frei nutzbar. |                                                |
| Philip’s Music Writer (PMW)     | Philip Hazel                                | GPL         | nein    | nein | ja    | Frei            | Ohne grafische Benutzeroberfläche (Kommandozeilenprogramm).                                                                                  |                                                |

## Sequenzer mit Notensatzfunktion
Folgende Sequenzer beinhalten neben ihrem Hauptanwendungsfeld der Audio- und MIDI-Bearbeitung auch Notensatzfunktionalitäten.
| Programm (Vollversion) | Abgespeckte Varianten                        | Firma / Autor                                                    | Lizenz     | Windows     | Mac  | Linux | Erwerb          | Besonderheiten / Anmerkungen                                                        |
| ---------------------- | -------------------------------------------- | ---------------------------------------------------------------- | ---------- | ----------- | ---- | ----- | --------------- | ----------------------------------------------------------------------------------- |
| Aria Maestosa          |                                              | Auria                                                            | GPL        | ja          | ja   | ja    | Frei            |                                                                                     |
| Brahms                 |                                              | Jan Würthner, Ben Mitchinson, Tak-Shing Chan, Jon Chambers u. a. | GPL        | ja          | ja   | ja    | Frei            |                                                                                     |
| Cubase                 | Artist, Elements                             | Steinberg                                                        | Proprietär | ja          | ja   | nein  | Kostenpflichtig |                                                                                     |
| Logic                  |                                              | Apple Inc.                                                       | Proprietär | Eingestellt | ja   | nein  | Kostenpflichtig |                                                                                     |
| Pro Tools              | HD, MP (ehemals M-Powered), LE (eingestellt) | Avid                                                             | Proprietär | ja          | ja   | nein  | Kostenpflichtig | Notensatzfunktionen entstammen Sibelius, daher auch kompatibel mit Sibelius-Dateien |
| REAPER                 |                                              | Cockos                                                           | Proprietär | ja          | ja   | ja    | Kostenpflichtig |                                                                                     |
| Rosegarden             |                                              | Chris Cannam, Andy Green                                         | GPL        | ja          | nein | ja    | Frei            |                                                                                     |
| Sonar (Producer)       | Studio, Essential                            | Cakewalk                                                         | Proprietär | ja          | nein | nein  | Kostenpflichtig |                                                                                     |

## Obsolete Notensatzprogramme
Folgende Software wird nicht mehr weiterentwickelt und ist technisch veraltet, hat jedoch historische Bedeutung. 
| Programm (Vollversion)       | Abgespeckte Varianten    | Firma / Autoren                                                                          | Letzte Version | Lizenz     | Windows | Mac  | Linux | Erwerb                    | WYSIWYG-Editor | Besonderheiten / Anmerkungen | In Benutzung bei folgenden Verlagen       |
| ---------------------------- | ------------------------ | ---------------------------------------------------------------------------------------- | -------------- | ---------- | ------- | ---- | ----- | ------------------------- | -------------- | --- | ----------------------------------------- |
| Berlioz                      |                          | Dominique Montel, Fréderic Magiera                                                       | 2010           | Proprietär | ja      | ja   | nein  | Frei                      | Teilweise      | Obsolet Nur auf Französisch. Software war proprietär, Entwicklung von Montel eingestellt, soll Open Source werden                                     | Ed. Durand u. a.                          |
| Graphire Music Press         |                          | Graphire                                                                                 | 2003 (9.0)     | Proprietär | ja      | ja   | nein  | Kostenpflichtig           | ?              | Obsolet | EditWorks, Highland Music Engraving u. a. |
| Igor Engraver                |                          | Noteheads                                                                                | 2002 (1.7)     | Proprietär | ja      | ja   | nein  | Kostenpflichtig           | ja             | Obsolet |                                           |
| La mà de Guido               |                          | Llorenç Balsach                                                                          | 1987           | Proprietär | nein    | nein | nein  | Kostenpflichtig           | nein           | Obsolet span. für Guidos Hand, DOS-Programm, Eingabe über Eingabesprache, Bögen meist händisch gesetzt                                                | Strube-Verlag                             |
| Lime                         |                          | CERL Sound Group                                                                         | 2007 (9.0)     | Proprietär | ja      | ja   | nein  | Kostenpflichtig           | ja             | Obsolet Von Lippold Haken und Dorothea Blostein programmiert                                                                                          |                                           |
| Nightingale (X)              | Nightingale, NightLight  | Adept Music Notation Solutions                                                           | 2006 (5.6)     | Proprietär | nein    | ja   | nein  | Kostenpflichtig           | ja             | Obsolet | Musikverlag Andrea Wiegand                |
| Notator SL                   | Creator (ohne Notensatz) | C-Lab                                                                                    | 1993 (3.21)    | Proprietär | nein    | nein | nein  | Kostenpflichtig           | ja             | Obsolet Programm für Atari ST. Historisch erster Sequenzer mit Notensatzfunktionalität; Vorläufer von Logic                                           |                                           |
| NoteEdit                     |                          | Jörg Anders, Christian Fasshauer, Reinhard Katzmann, Matevž Jekovec, Georg Rudolph u. a. | 2006 (2.8)     | GPL        | nein    | nein | ja    | Frei                      | ja             | Obsolet Soll von Canorus abgelöst werden. Druck nur mit Hilfe weiterer Programme, in deren Format NoteEdit exportieren kann (etwa LilyPond oder ABC). |                                           |
| Power Tab Editor             |                          | Brad Larsen                                                                              | 2000 (1.7)     | Proprietär | ja      | nein | nein  | Frei                      | ja             | Obsolet Programm für Gitarrennoten in Tabulatur- und Standardnotation                                                                                 |                                           |
| scan-note                    |                          | Mogens Kjaer, später Toppan                                                              | ?              | Proprietär | nein    | nein | nein  | Nur als Service angeboten | ?              | Obsolet Laut Hersteller 1981 Marktanteil von 10 % bei in Europa gedruckten Noten                                                                      | Bärenreiter u. a.                         |
| Score Perfect (Professional) | Standard, Education      | Scoretec                                                                                 | 2000, (7.0)    | Proprietär | ja      | nein | nein  | Kostenpflichtig           | ja             | Nach dem Tode des Entwicklers im Jahre 2012 eingestellt und Firma liquidiert.                                                                         |                                           |
| Vivaldi Gold                 | Vivaldi Plus             | Digital Music Solutions                                                                  | 2008           | Proprietär | ja      | nein | nein  | Kostenpflichtig           | ja             | Obsolet |                                           |